# Lolita Davidovich
Pour les articles homonymes, voir Davidovich.
Lolita Davidovich, de son vrai nom Lolita Davidoviæ, est une actrice canadienne d'origine serbe, née le 15 juillet 1961 à London, Ontario (Canada).

## Biographie
Elle est mariée à Ron Shelton et a deux enfants.

## Filmographie

### Cinéma
- 1983 : Class : 1st Girl in Motel
- 1986 : Blindside : Adele
- 1986 : Recruits : Susan
- 1987 : The Pink Chiquitas : Pink Chiquita
- 1987 : Nuit de folie : Sue Ann
- 1987 : La Gagne : Black Lace Stripper
- 1988 : Le Matraqueur des rues : Groupie
- 1989 : Blaze : Blaze Starr
- 1991 : Les Imposteurs : Joan
- 1991 : Love & Murder : Barbara
- 1991 : JFK : Beverly Oliver
- 1991 : Le Cercle des intimes : Anastasia
- 1992 : L'Esprit de Caïn : Jenny
- 1992 : En toute bonne foi : Marva
- 1993 : L'Extrême Limite : Vikki Dunbar
- 1993 : Younger and Younger : Penny
- 1994 : Intersection : Olivia Marshak
- 1994 : Cobb : Ramona
- 1995 : Souvenirs d'un été : Mme Albertson
- 1996 : Salt Water Moose : Eva Scofield
- 1996 : For Better or Worse de Jason Alexander : Valeri Carboni
- 1997 : Santa Fe : Eleanor Braddock
- 1997 : Un Indien à New York : Charlotte
- 1997 : Touch de Paul Schrader : Antoinette Baker
- 1998 : Ni dieux ni démons : Betty
- 1999 : Die Straußkiste
- 1999 : No Vacancy : Constance
- 1999 : Touched : Sylvie
- 1999 : Four Days : Chrystal
- 1999 : Mystery, Alaska : Mary Jane Pitcher
- 1999 : Les Adversaires : Grace Pasic
- 2002 : Dark Blue : Sally Perry
- 2003 : Hollywood Homicide : Cleo Ricard
- 2006 : September Dawn : Nancy Dunlap
- 2006 : Bye Bye Benjamin : Janet
- 2006 : Kill Your Darlings : Lola
- 2023 : Finestkind de Brian Helgeland

### Télévision

#### Séries télévisées
- 1987 : À nous deux, Manhattan (mini-série)
- 2002-2003 : Espions d'État : Avery Pohl (5 épisodes)
- 2003 : Monk (Saison 2, épisode 4) : Natasha Lovara
- 2004 : The L Word : Francesca Wolff (saison 1, épisodes 8, 9, 10 et 11)
- 2008 : Esprits Criminels (Saison 4, épisode 14) : Sandra Lombardini

- 2009 : Cold Case : Affaires classées : Molly Heaton (1 épisode)
- 2011 : Rizzoli and Isles : Melody Patterson (2 épisodes)
- 2013 : NCIS : Enquêtes spéciales : Catherine Tavier (1 épisode)
- 2013 : Bunheads : Mme Simms (1 épisode)
- 2015 : Chemins croisés de George Tillman, Jr. : Linda Collins
- 2015 : True Detective : Nancy Simpson (4 épisodes)
- 2015 : Backstrom  : Louise « Lou » Finster (2 épisodes)
- 2015 : Blood and Oil : Annie Briggs (4 épisodes)
- 2016 : Shades of Blue : Linda Wozniak (7 épisodes)
- 2017 : Law & Order True Crime : Kitty Menendez (5 épisodes)
- 2018 : Murder de Peter Nowalk : Sandrine Castillo, la mère de Laurel
- 2021 : New York, crime organisé (Law & Order: Organized Crime) : Flutura Briscu (saison 2, épisodes  1, 3, 4, 5, 6, 7 et 8)

#### Téléfilms
- 1985 : Justice
- 1990 : Uncut Gem : Ruby
- 1991 : Prison Stories: Women on the Inside : Loretta Wright
- 1992 : Le Mystère du ranch : Ellen Kelton
- 1994 : Trial at Fortitude Bay : Gina Antonelli
- 1995 : Le Silence des innocents : Kee McFarlane
- 1996 : Les Femmes de Jake : Sheila
- 1996 : Harvest of Fire : Sally Russell
- 1997 : Dead Silence : Det. Sharon Foster
- 2001 : Juge et coupable? : Catherine Rosetti
- 2001 : Snow in August : Kate Devlin
- 2001 : The Kid : Mother (voix)
- 2013 : Un tueur au visage d'ange : Joan Porco
- 2018 : Sauver une vie pour Noël (Once upon a Christmas miracle) : Judy Dempsey
- 2019 : Cinq cartes de vœux pour Noël (Write Before Christmas) de Pat Williams : Lila

## Voix françaises
En France, Lolita Davidovich est régulièrement doublée par Juliette Degenne et Danièle Douet.